# 布氏百灵
布氏百灵（学名：Calandrella blanfordi），是百灵科短趾百灵属的一种，分布于索马里、沙特阿拉伯、埃塞俄比亚、也门、厄立特里亚和阿曼。
布氏百灵的